# 한순 (1453년)
한순(韓恂, 1453년 ~ 1541년)은 조선의 무신(武臣)이자 문신(文臣) 겸 시인(詩人)이다.

## 이력
본관은 청주로, 한백륜의 아들이며 예종의 계비 안순왕후의 남동생이다. 초야 속에서 한학 서책을 읽고 무예를 수련하며 지내다가 연산군 때인 1498년 음서로 무신 관직에 천거되었다. 그 후 문신으로도 진출하였다. 1506년 중종반정에 가담하여 정국공신 3등으로 서원군(西原君)에 책봉되었으나, 연산군이 총애하던 신하이며 행실이 문란하다는 이유로 사직과 복직과 관직 박탈과 다시 복직을 되풀이하였다. 1528년 지돈녕부사를 끝으로 관직에서 물러났다.
이후 1539년에 만성 요독증이 발병하여 2년간 투병하다가 1541년에 향년 89세로 사망(병사)하였다.